# Jenzer Motorsport
Jenzer Motorsport är ett schweiziskt racingteam som startades av Andreas Jenzer 1993.

## Serier
2009 körde Fabio Leimer i International Formula Master för Jenzer Motorsport och vann mästerskapet.
Från och med 2010 tävlar de i GP3 Series.

### Nuvarande
- Formula Renault 2.0 Eurocup
- Formula Renault 2.0 West European Cup
- Formula Renault 2.0 Italia
- Formula Renault 2.0 Middle European Championship
- Formula Abarth
- GP3 Series